# Vestsjællands Amt
Die dänische Amtskommune Vestsjællands Amt (deutsch Westseeland) umfasste den westlichen Teil der Insel Seeland. Verwaltungssitz war Sorø. Das Gebiet gehört seit 2007 zur Region Sjælland.

## Bevölkerungsentwicklung
Zum 1. Januar:
- 1980 – 277.833
- 1985 – 278.782
- 1990 – 283.641
- 1995 – 288.221
- 1999 – 293.709
- 2000 – 295.086
- 2003 – 300.729
- 2005 – 304.761

## Kommunen
(Einwohner 1. Januar 2006)
- Bjergsted Kommune (7994)
- Dianalund Kommune (7468)
- Dragsholm Kommune (13.882)
- Fuglebjerg Kommune (6603)
- Gørlev Kommune (6545)
- Hashøj Kommune (6681)
- Haslev Kommune (14.850)
- Høng Kommune (8430)
- Holbæk Kommune (35.907)
- Hvidebæk Kommune (5557)
- Jernløse Kommune (6010)
- Kalundborg Kommune (20.418)
- Korsør Kommune (20.873)
- Nykøbing-Rørvig Kommune (7697)
- Ringsted Kommune (31.094)
- Skælskør Kommune (11.928)
- Slagelse Kommune (37.037)
- Sorø Kommune (15.584)
- Stenlille Kommune (5634)
- Svinninge Kommune (6615)
- Tølløse Kommune (9956)
- Tornved Kommune (9133)
- Trundholm Kommune (11.311)